# エーリッヒ・リベック
エーリッヒ・リベック（Erich Ribbeck、1937年6月13日 - ）は、ドイツ、ノルトライン＝ヴェストファーレン州ヴッパータール出身のサッカー指導者。

## 略歴
選手時代はDFとして、オーバーリーガに所属するヴッパーターラーSVボルシアやSCBヴィクトリア・ケルンでプレーをした。
現役引退後は指導者の道へ進み、1965年にボルシア・メンヒェングラートバッハのアシスタントコーチに就任し、ヘネス・バイスバイラーに師事した。1973年からは1.FCカイザースラウテルンの監督を務め、1976年のDFBポカールで準優勝に導いた。
1978年からは西ドイツ代表のアシスタントコーチに就任し、代表監督のユップ・デアヴァルを補佐した。1984年のUEFA欧州選手権グループリーグ敗退の責任を問われてデアヴァルが解任されると、リベックは次期監督候補と目されたが、代表監督にはリベックではなくフランツ・ベッケンバウアーが就任した。
その後リベックはFCバイエルン・ミュンヘンを始めとしたドイツ国内の有力クラブの監督を歴任した。1988年にはバイエル・レバークーゼンを率いてUEFAカップに優勝している。
1998年9月9日、ベルティ・フォクツの後任としてドイツ代表監督に就任した。2000年のUEFA欧州選手権では、予選第3組を1位で通過したものの、本大会では初戦にルーマニアと1-1で引き分け、2戦目に0-1でイングランド相手に15年ぶりの敗戦を喫し、最終戦は控え選手主体のポルトガルに0-3と完敗し、0勝1分2敗の勝ち点1、グループリーグA組の最下位で早々と敗退した。1938年以降の主要国際大会においてドイツサッカー史上に残る不成績に終わったことで国民の非難を浴び、監督を辞任した。ドイツ代表監督としての通算成績は10勝6分け8敗。

## 所属クラブ
- ヴッパーターラーSVボルシア
- SCBヴィクトリア・ケルン

## 指導歴
- 1965 - 1967 :  ボルシア・メンヒェングラートバッハ コーチ
- 1967 - 1968 :  ロートヴァイス・エッセン
- 1968 - 1973 :  アイントラハト・フランクフルト
- 1973 - 1978 :  1.FCカイザースラウテルン
- 1978 - 1984 :  西ドイツ代表 コーチ
- 1984 - 1985 :  ボルシア・ドルトムント
- 1985 - 1988 :  バイエル・レバークーゼン
- 1992 - 1993 :  FCバイエルン・ミュンヘン
- 1995 - 1996 :  バイエル・レバークーゼン
- 1998 - 2000 :  ドイツ代表